# Experimenter Publishing Company
Experimenter Publishing Company — издательская компания, основанная в 1913 году в Нью-Йорке Хьюго Гернсбеком для выпуска научно-популярных журналов — в частности, журнала «Electrical Experimenter» (впоследствии переименованного в «Science and Invention»), и первого журнала
в мире журнала научной фантастики «Amazing Stories».
В феврале 1929 года на Experimenter Publishing Co. конкурентами была организована (вероятнее всего, по инициативе Бернара Макфаддена) успешная финансовая атака, которая привела к судебному банкротству компании и передаче её под контроль Irving Trust Company. В 1930 году компания, продолжавшая издавать некоторые созданные Гернсбеком журналы, была переименована в Radio-Science Publications, а в 1931 году в Teck Publications.
Хьюго Гернсбек, лишившись контроля над Experimenter Publishing Co., практически сразу основал ей на смену компанию Stellar Publishing Corporation и начал выпускать под её эгидой несколько новых изданий.